# Soumaïla Cissé
Soumaïla Cissé (ur. 20 grudnia 1949 – zm. 25 grudnia 2020) – malijski polityk, który sprawował funkcję ministra finansów rządu Mali w latach 1993–2000. Trzykrotnie kandydował bez powodzenia na prezydenta, w 2002, 2013 i 2018 roku; we wszystkich trzech przypadkach został pokonany w drugiej turze. Od 2014 roku był przewodniczącym Związku na rzecz Republiki i Demokracji, malijskiej partii politycznej.

## Życie i kariera
Urodził się w Nianfuke, niedaleko Timbuktu, 20 grudnia 1949. Cissé studiował w l'Institut des Sciences de l'Ingénieur de Montpellier we Francji, aby zostać inżynierem oprogramowania. Pracował dla kilku dużych francuskich firm (IBM – France, le Groupe Pechiney, le Groupe Thomson i firma lotnicza Air Inter) przed powrotem do Mali w 1984 roku, aby pracować w Compagnie malienne pour le développement du Textile (CMDT).
Po utworzeniu Sojuszu na rzecz Demokracji w Mali i wyborze w 1992 r. kandydata ADEMA Alpha Oumara Konaré na prezydenta, Cissé został sekretarzem generalnym. W 1993 r. został ministrem finansów, a w 2000 r. ministrem sprzętu, zarządzania terytorium, środowiska i urbanistyki w rządzie Mandé Sidibé.
Cissé został wybrany na trzeciego wiceprzewodniczącego ADEMA-PASJ na pierwszym nadzwyczajnym kongresie partii, który odbył się w dniach 25–28 listopada 2000 r. W styczniu 2002 roku zrezygnował z pracy w rządzie, aby poświęcić się przygotowaniom do wyborów prezydenckich w 2002 roku, a ADEMA–PASJ wybrała go na swojego kandydata na następcę Alpha Oumar Konaré. Cissé zajął drugie miejsce w pierwszej turze wyborów z 21,31% głosów,  ale przegrał z Amadou Toumani Touré w drugiej turze, zdobywając 34,99% głosów.
Cissé opowiedział się przeciwko zamachowi stanu w Mali z 2012 r. i został ciężko ranny 18 kwietnia, gdy rebelianci zaatakowali go w jego domu. Kolejny okres spędził we Francji i Senegalu.
Cissé kandydował w wyborach prezydenckich w Mali w 2013 roku. W drugiej rundzie przegrał z Ibrahimem Boubacarem Keïtą, Cissé kandydował w wyborach prezydenckich w Mali w 2018 roku. Po raz kolejny przegrał w drugiej turze z Ibrahimem Boubacarem Keïtą i uzyskał 32% głosów.

## Porwanie
26 marca 2020 r., podczas kampanii w regionie Timbuktu, Cissé został wzięty jako zakładnik przez nieznaną grupę dżihadystyczną. Kilka dni po porwaniu został wybrany do Zgromadzenia Narodowego, ale rządzący potwierdzili, że nic nie wiedzieli o miejscu jego pobytu. Później potwierdzono, że został uprowadzony przez dżihadystów i został zwolniony wraz z Sophie Pétronin 6 października.

## Śmierć
Cissé zmarł w Neuilly-sur-Seine we Francji 25 grudnia 2020, w wieku 71 lat, po zarażeniu się COVID-19 podczas pandemii COVID-19 we Francji. 